# Protarache polygrapha
Protarache polygrapha är en fjärilsart som beskrevs av Emilio Berio 1950. Protarache polygrapha ingår i släktet Protarache och familjen nattflyn. Inga underarter finns listade i Catalogue of Life.